# Katuwira
Katuwira o Katuwira: donde nacen y mueren los sueños és una pel·lícula hispano-mexicana de fantasia filmada el 1996, protagonitzada per Gabriela Roel, Bruno Bichir i Damián Alcázar. Va ser escrita i dirigida per Íñigo Vallejo-Nájera.

## Història
Sofía (Gabriela Roel) és una dissenyadora gràfica que rep la visita d'un estrany vestit de groc (Bruno Bichir), que li sol·licita ajuda per a trobar els colors d'una flor. L'estrany desapareix i després Sofía sofreix un accident automobilístic. En tornar a la feina s'adona que és l'única que recorda l'Estrany de Groc. Després de recuperar-se, Sofía rep un telegrama que li indica que ha d'anar a buscar-lo en un poble de l'altiplà de Potosí.
Durant la cerca es troba el científic Caronte (Damián Alcázar), que ha instal·lat un laboratori improvisat amb la finalitat de construir una màquina que el traslladi a una realitat alternativa anomenada Katuwira. Aquí es troba una flor mística que ha perdut els seus colors i concedeix el seu poder a qui aconsegueixi conèixer-los. Sofia també coneix Solita (Socorro Avelar), una bruixota remeiera que serà la seva guia durant el viatge espiritual de la protagonista. L'Estrany de Groc, el nom del qual és Nicolás, es troba a Katuwira, però es revela que pateix d'acromatòpsia, per la qual cosa no pot conèixer els colors de la flor. Davant això, Caronte i Sofía hauran de viatjar a Katuwira per a trobar primer Nicolás i la flor.

## Repartiment
- Gabriela Roel... 	Sofía
- Bruno Bichir 	... 	Nicolás
- Damián Alcázar... 	Caronte
- Socorro Avelar... 	Solita
- Mario Iván Martínez ... 	Geraldo
- José Antonio Barón ... 	El Doctor
- Lulú Navarro 	 ... 	Doña María
- Benny Corral 	 ... 	Gringo

## Recepció
Fou projectada en la secció Made in Spanish '96 del Festival Internacional de Cinema de Sant Sebastià 1996. En la XL edició dels Premis Ariel va guanyar el premi al millor maquillatge i als millors efectes especials.